# کیمن کوتوله کوویر
کیمن کوتوله کوویر (نام علمی: Paleosuchus palpebrosus) نام یک گونه از سرده دیرینه‌سوسمار است. این گونه در مرکز آمریکای جنوبی، بولیوی، برزیل، کلمبیا، اکوادور، گویان فرانسه، گویان، پارارگوئه، پرو، سورینام و ونزوئلا یافت می‌شود. زیستگاه این گونه در رودخانه‌های جنگلی، جنگل‌های نزدیک دریاچه‌ها می‌باشد. این گونه برای اولین بار در سال ۱۸۰۷ میلادی توسط ژرژکوویه ثبت علمی و نامگذاری گردید. حداکثر اندازه برای این گونه از کیمن‌ها ۱٫۴ متر برای نرها و بیش از ۱٫۲ متر برای ماده هاست. حد اکثر وزن این گونه نیز ۶–۷ کیلوگرم هم برای نرها و هم برای ماده‌ها می‌باشد. تغذیه این گونه اهلب از انواع مختلف بی مهرگان، ماهی‌ها، قورباغه هاو دیگر انواع دوزیستان صورت می‌گیرد.